# Take Me Back to Eden
Take Me Back to Eden ist das dritte Studioalbum der britischen Rock-Band Sleep Token. Das Album erschien am 19. Mai 2023 über Spinefarm Records. Take Me Back to Eden war das meistgestreamte Metal-Album des Jahres 2023 bei Spotify und kam auf insgesamt über 357 Millionen Streams. Damit überflügelte das Album Metallicas 72 Seasons, welches nur auf insgesamt über 227 Millionen Streams kam.

## Entstehung
Nachdem die Band bei ihren ersten beiden Studioalben Sundowning und This Place Will Become Your Tomb jeweils mit dem Produzenten George Lever zusammengearbeitet hatte, wurde Take Me Back to Eden vom Sänger Vessel und Carl Brown produziert. Letzterer arbeitete zuvor mit Bands wie Bring Me the Horizon oder While She Sleeps zusammen. Aufgenommen wurde das Album im Treehouse Studio im englischen Chesterfield. Alle Lieder wurden vom Sänger Vessel geschrieben, der bis auf das Schlagzeug auch alle Instrumente einspielte. Gemastert wurde Take Me Back to Eden von Ste Kerry. Take Me Back to Eden ist der dritte und letzte Teil einer Trilogie, die mit dem Debütalbum Sundowning begann.

## Veröffentlichung
Im Januar 2023 veröffentlichten Sleep Token mit Chokehold und The Summoning die ersten beiden Singles. Die nächsten beiden Singles Granite und Aqua Regia folgten im Januar 2023. Diese vier Singles sorgten dafür, dass die Popularität der Band rapide anstieg. Hatten Sleep Token Anfang Januar 2023 noch unter 300.000 monatliche Hörer bei Spotify, so erhöhte sich die Zahl bis Monatsende auf etwa 1,6 Millionen. Im Februar 2023 erschien die fünfte Single Vore sowie die Ankündigung des Albums. Als sechste und letzte Single erschien DYWTYLM am 20. April 2023.

## Titelliste
1. Chokehold – 5:04
2. The Summoning – 6:35
3. Granite – 3:45
4. Aqua Regia – 3:56
5. Vore – 5:39
6. Ascensionism – 7:08
7. Are You Really Okay? – 5:06
8. The Apparition – 4:28
9. DYWTYLM – 4:00
10. Rain – 4:12
11. Take Me Back to Eden – 8:20
12. Euclid – 5:13

## Rezensionen
Emma Wilkes vom britischen Magazin New Musical Express beschrieb das Album als „ambitioniert emotionalen Monolithen eines Album mit all den Kennzeichnen eines zukünftigen Klassikers“. Sie lobte die Unvorhersehbarkeit und die Übernahme verschiedener Stile. Die „maskierten Helden würden Rockmusik zu ihren Extremen schieben“, wofür sie fünf von fünf Punkten vergab. Annika Eichstädt vom deutschen Magazin Metal Hammer schrieb, dass Sleep Token „über Schubladen erhaben“ wären. Wer „sich auf die Band einlässt, wird Dinge entdecken, die er so noch nie gehört hat“. Das Album würde „Gänsehaut garantieren“, wofür Eichstädt sechs von sieben Punkten vergab. Ims Taylor vom Onlinemagazin Clash hingegen schrieb, dass das Album „zwar einige beeindruckende Momente aufweist“, kritisiert jedoch, dass Take Me Back to Eden „zu viele Lieder enthält, die länger als nötig sind“. Taylor vergab fünf von zehn Punkten.

## Kommerzieller Erfolg

### Chartplatzierungen
| ChartsChartplatzierungen            | Höchstplatzierung | Wochen |
| ----------------------------------- | ----------------- | ------ |
| Deutschland (GfK)                   | 5 (5 Wo.)         | 5      |
| Österreich (Ö3)                     | 12 (1 Wo.)        | 1      |
| Schweiz (IFPI)                      | 24 (1 Wo.)        | 1      |
| Vereinigte Staaten (Billboard)      | 16 (24 Wo.)       | 24     |
| Vereinigte Staaten (Billboard Rock) | 4 (… Wo.)         | …      |
| Vereinigtes Königreich (OCC)        | 3 (7 Wo.)         | 7      |

### Auszeichnungen für Musikverkäufe
| Land/Region                  | Auszeichnungen für Musikverkäufe (Land/Region, Auszeichnung, Verkäufe) | Verkäufe |
| ---------------------------- | ---------------------------------------------------------------------- | -------- |
| Neuseeland (RMNZ)            | Gold                                                                   | 7.500    |
| Vereinigtes Königreich (BPI) | Gold                                                                   | 100.000  |
| Insgesamt                    | 2× Gold ·                                                              | 107.500  |

## Bestenlisten
| Publikation         | Liste                                     | Werk                 | Platz    |
| ------------------- | ----------------------------------------- | -------------------- | -------- |
| Kerrang             | The 50 best albums of 2023                | Take Me Back to Eden | 3        |
| laut.de             | Die 50 besten Alben des Jahres            | Take Me Back to Eden | 6        |
| laut.de             | Die 50 besten Songs des Jahres            | Ascensionism         | 4        |
| laut.de             | Die Metal-Alben des Jahres                | Take Me Back to Eden | 1        |
| Loudwire            | The 50 Best Rock + Metal Albums of 2023 a | Take Me Back to Eden | J [ 16 ] |
| Loudwire            | The 30 Best Rock + Metal Songs of 2023 b  | The Summoning        | J [ 17 ] |
| Metal Hammer (UK)   | Metal Hammer's 50 best albums of 2023     | Take Me Back to Eden | 4        |
| New Musical Express | The best albums of 2023                   | Take Me Back to Eden | 21       |
| New Musical Express | The 50 best songs of 2023                 | The Summoning        | 18       |
| Revolver            | 30 Best Albums of 2023                    | Take Me Back to Eden | 1        |